# 太华镇 (宜兴市)
太华镇，是中华人民共和国江苏省无锡市宜兴市下辖的一个乡镇级行政单位。

## 行政区划
太华镇下辖以下地区：
杨店社区、楼新桥村、乾元村、茂花村、太华村、胥锦村、石门村、太平村和桥涯村。